# Pachydactylus punctatus
Pachydactylus punctatus — вид геконоподібних ящірок родини геконових (Gekkonidae). Мешкає в Південній і Центральній Африці.

## Підвиди
Виділяють два підвиди:
- Pachydactylus punctatus amoenoides Hewitt, 1935;
- Pachydactylus punctatus punctatus Peters, 1855.

## Поширення і екологія
Pachydactylus punctatus мешкають на півночі Південно-АфриканськОЇ Республіки, в Намібії (за винятком прибережний районів пустелі Наміб), Ботсвані, Замбії, Зімбабве, Мозамбіку, Малаві і Замбії, на півдні Анголи і Демократичної Республіці Конго. Вони живуть в різноманітних трав'янистих природних середовищах, від трав'янистих саван до окраїн пустель і пересохлих русел річок. Зустрічаються на висоті до 1800 м над рівнем моря.